# 米虾蛭蚓属
米虾蛭蚓属（学名：Caridinophila）为蛭蚓科的一属动物。此属的模式种为(')。

## 下属物种
- 单齿米虾蛭蚓 Caridinophila unidens Liang, 1963